# Left Behind (film)
Left Behind är en amerikansk film från år 2000. Filmen baseras på bokserien Lämnad kvar av Tim LaHaye och Jerry B. Jenkins, som i sin tur utgår från Uppenbarelseboken i Bibeln.

## Skådespelare
- Kirk Cameron - Buck Williams
- Brad Johnson - Capt. Rayford Steele
- Janaya Stephens - Chloe Steele
- Clarence Gilyard - Bruce Barnes
- Colin Fox - Chaim Rosenzweig
- Gordon Currie - Nicolae Carpathia
- Chelsea Noble - Hattie Durham
- Daniel Pilon - Jonathan Stonagal
- Tony De Santis - Joshua Todd-Cothran
- Jack Langedijk - Dirk Burton
- Krista Bridges - Ivy Gold
- Thomas Hauff - Steve Plank
- Neil Crone - Ken Ritz
- Sten Eirik - Flattop / Carl
- Raven Dauda - Gloria
- Marvin Ishmael - Firzhugh
- Philip Akin - Alan Tompkins
- T.D. Jakes - Pastor Vernon Billings
- Rebecca St. James - Buck's Assistant
- Bob Carlisle - GNN Reporter